# 6 Batalion Celny
6 Batalion Celny – jednostka organizacyjna formacji granicznych II Rzeczypospolitej.

## Formowanie i zmiany organizacyjne
Na podstawie rozkazu Ministra Spraw Wojskowych nr 3046/Org z dnia 24 marca 1921 w miejsce batalionów wartowniczych i batalionów etapowych utworzone zostały bataliony celne. 6 batalion celny powstał w granicach DOG Kraków, a zorganizowano go na bazie 1/V batalionu wartowniczego. Etat batalionu wynosił 14 oficerów i 600 szeregowych. Podlegał Komendzie Głównej Batalionów Celnych, a pod względem politycznym Ministrowi Spraw Wewnętrznych.
Mimo że batalion był w całym tego słowa znaczeniu oddziałem wojskowym, nie wchodził on w skład pokojowego etatu armii. Uniemożliwiało to uzupełnianie z normalnego poboru rekruta. Ministerstwo Spraw Wojskowych zarówno przy ich formowaniu, jak i uzupełnianiu przydzielało mu często żołnierzy podlegających zwolnieniu, oficerów rezerwy oraz szeregowców i oficerów zakwalifikowanych przez dowództwa okręgów generalnych jako nie nadających się do dalszej służby wojskowej. Rozkazem tajnym nr 10 z 7 października 1921 Komendant Główny Batalionów Celnych nakazał likwidację batalionów nr 14., 17. i 18. W myśl tego rozkazu 18 batalion celny miał przekazać swoją 4 kompanię do 6 batalionu celnego w Sanoku. W dniu 28 października wszystkie kompanie rozformowywanych batalionów winny odejść do miejsc nowego przeznaczenia.
W listopadzie 1921 Ministerstwo Spraw Wewnętrznych postanowiło powołać brygady celne. 6 batalion celny wszedł w struktury 3 Brygady Celnej.
Uchwałą Rady Ministrów z dnia 23 maja 1922 bataliony celne zostały rozformowane, a na ich miejsce powołano jednostki graniczne Straży Granicznej. 6 batalion celny został zluzowany i zakończył służbę graniczną na granicy południowej 30 lipca 1922 o godzinie 12:00 . W sierpniu został przeznaczony do wzmocnienia granicy wschodniej i przegrupowany z Sanoka do Szumska (stacja wyładowania Krzemieniec) do dyspozycji Wojewody Wołyńskiego . Po przybyciu na miejsce obsadził część powiatu krzemienieckiego. Wykonując rozkaz Głównej Komendy Straży Granicznej L.dz.6917/tj./org. z 11 września 1922, w dniu 28 września komenda 6 batalionu SG przybyła do Dederkał.
W połowie 1922 batalion został zluzowany przez jednostki Straży Celnej i przedyslokowany na wschodnią granicę.
Wykonując postanowienia uchwały Rady Ministrów z 23 maja 1922, Minister Spraw Wewnętrznych rozkazem z 9 listopada 1922 zmienił nazwę „Baony Celne” na „Straż Graniczna”. Wprowadził jednocześnie w formacji nową organizację wewnętrzną. 6 batalion celny przemianowany został na 6 batalion Straży Granicznej.

## Służba celna
Odcinek batalionowy podzielony był na cztery pododcinki, które obsadzały kompanie wystawiające posterunki i patrole. Posterunki wystawiano wzdłuż linii granicznej w taki sposób, by mogły się nawzajem widzieć w dzień. W tym zakresie batalion współpracował z posterunkami i patrolami Policji Państwowej. Współpraca polegała na tym, że te pierwsze wystawiały wzdłuż linii granicznej stale posterunki i patrole, natomiast policja tworzyła je w głębi strefy, poza linią graniczną. W zakresie ochrony granicy batalion podlegał staroście.
Sąsiednie bataliony
- 8 batalion celny w Nowym Sączu ⇔ 12 batalion celny w Stryju – VI 19218|[17]
- 8 batalion celny ⇔ 12 batalion celny – 1922

## Kadra batalionu
Dowódcy batalionu
| stopień           | imię i nazwisko        | okres pełnienia służby | kolejne stanowisko |
| ----------------- | ---------------------- | ---------------------- | ------------------ |
| mjr / ppłk piech. | Aleksander Potrykowski | V 1921 – VII 1922      |                    |
| mjr               | Emanuel Broszkiewicz   | VIII – IX 1922         |                    |

## Struktura organizacyjna

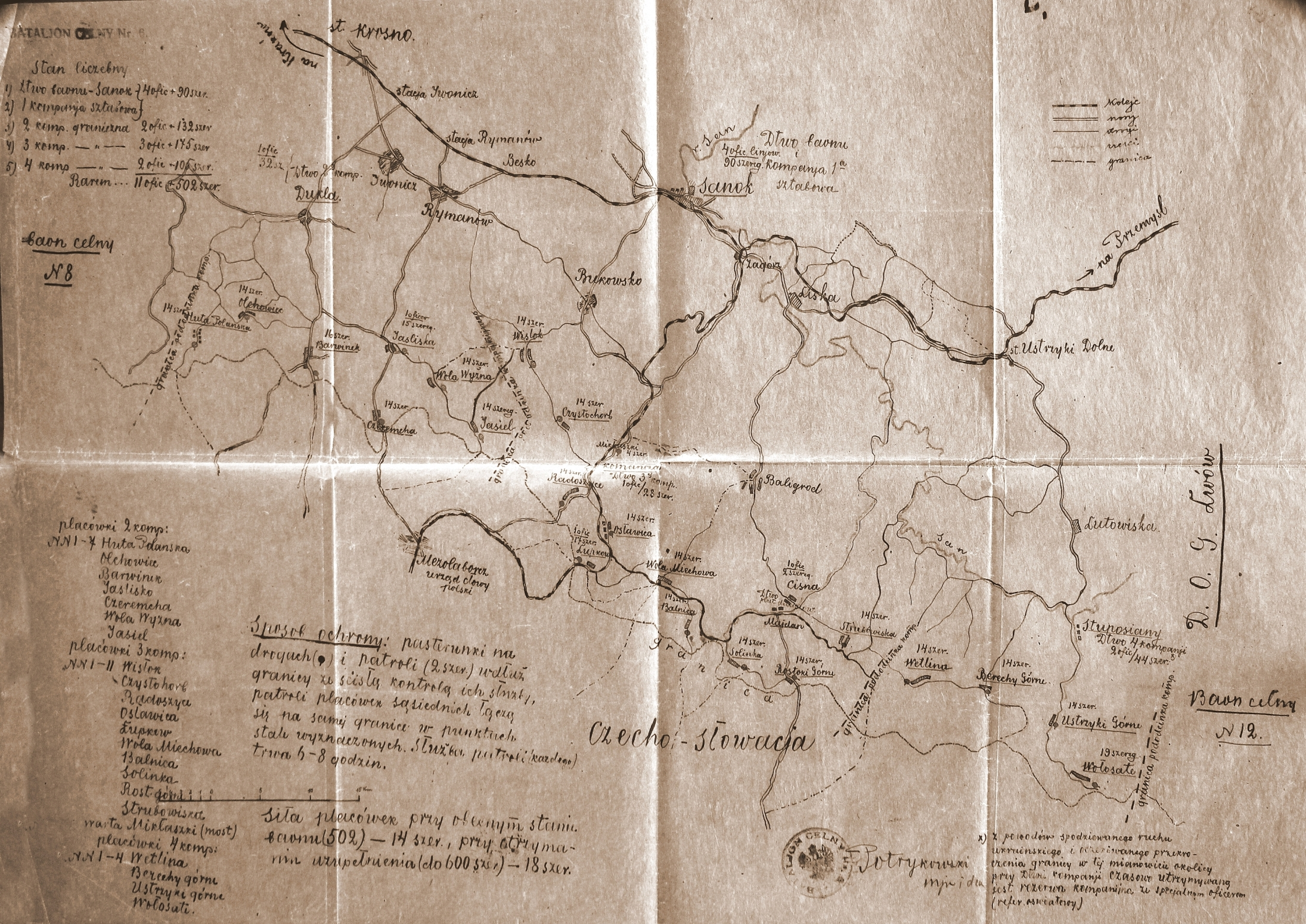
Szkic rozmieszczenia 6 batalionu celnego „Sanok”

| Ordre de Bataille 6 batalionu celnego w Sanoku na dzień 1 czerwca 1921  | Ordre de Bataille 6 batalionu celnego w Sanoku na dzień 1 czerwca 1921 | Ordre de Bataille 6 batalionu celnego w Sanoku na dzień 1 czerwca 1921 | Ordre de Bataille 6 batalionu celnego w Sanoku na dzień 1 czerwca 1921 | Ordre de Bataille 6 batalionu celnego w Sanoku na dzień 1 czerwca 1921 |
| kompania                                                                | 1. Sanok                                                               | 2. Dukla                                                               | 3. Komańcza                                                            | 4. Lutowiska                                                           |
| ----------------------------------------------------------------------- | ---------------------------------------------------------------------- | ---------------------------------------------------------------------- | ---------------------------------------------------------------------- | ---------------------------------------------------------------------- |
| dowódcy                                                                 | ppor. Grzegorz Staszkiewicz                                            | por. Robert Rubitzki                                                   | por. Szymon Chylaszek                                                  | por. Marian Niedźwiecki                                                |
| placówki                                                                | kompania w odwodzie                                                    | Ożenna-Grab                                                            | Mikłaszki                                                              | Wetlina                                                                |
| placówki                                                                | kompania w odwodzie                                                    | Huta Polańska                                                          | Wisłok                                                                 | Berechy Górne                                                          |
| placówki                                                                | kompania w odwodzie                                                    | Olchowice                                                              | Czystochorb                                                            | Ustrzyki Górne                                                         |
| placówki                                                                | kompania w odwodzie                                                    | Barwinek                                                               | Osławica                                                               | Wołosate                                                               |
| placówki                                                                | kompania w odwodzie                                                    | Jaśliska                                                               | Radoszyce                                                              |                                                                        |
| placówki                                                                | kompania w odwodzie                                                    | Czeremcha                                                              | Łupków                                                                 |                                                                        |
| placówki                                                                | kompania w odwodzie                                                    | Jasiel                                                                 | Wola Michowa                                                           |                                                                        |
| placówki                                                                | kompania w odwodzie                                                    | Wola Wyżna                                                             | Balnica                                                                |                                                                        |
| placówki                                                                | kompania w odwodzie                                                    | Solinka                                                                |                                                                        |                                                                        |
| placówki                                                                | kompania w odwodzie                                                    | Strubowiska                                                            |                                                                        |                                                                        |
| placówki                                                                | kompania w odwodzie                                                    | Roztoki Górne                                                          |                                                                        |                                                                        |
| Ordre de Bataille 6 batalionu celnego w Sanoku na dzień 31 grudnia 1921 |                                                                        |                                                                        |                                                                        |                                                                        |
| kompania                                                                | 1. Sanok                                                               | 2. Dukla                                                               | 3. Komańcza                                                            | 4. Stuposiany                                                          |
| dowódcy                                                                 | ppor. Grzegorz Staszkiewicz                                            | kpt. Jakub Malcz                                                       | kpt. Józef Czyżewski                                                   | por. Marian Niedźwiecki                                                |
| placówki                                                                | kompania w odwodzie                                                    | Huta Polańska                                                          | Wisłok                                                                 | Wetlina                                                                |
| placówki                                                                | kompania w odwodzie                                                    | Olchowiec                                                              | Czystohorl                                                             | Berechy Górne                                                          |
| placówki                                                                | kompania w odwodzie                                                    | Barwinek                                                               | Radoszyce                                                              | Ustrzyki Górne                                                         |
| placówki                                                                | kompania w odwodzie                                                    | Łącznik w Trzcianie                                                    | Osławica                                                               | Wołosate                                                               |
| placówki                                                                | kompania w odwodzie                                                    | Czeremcha                                                              | Łupków                                                                 |                                                                        |
| placówki                                                                | kompania w odwodzie                                                    | Jaśliska                                                               | Wola Michowa                                                           |                                                                        |
| placówki                                                                | kompania w odwodzie                                                    | Wola Wyżna                                                             | Balnica                                                                |                                                                        |
| placówki                                                                | kompania w odwodzie                                                    | Jasiel                                                                 | Solinka                                                                |                                                                        |
| placówki                                                                | kompania w odwodzie                                                    | Cisna                                                                  |                                                                        |                                                                        |
| placówki                                                                | kompania w odwodzie                                                    | Roztoki                                                                |                                                                        |                                                                        |
| placówki                                                                | kompania w odwodzie                                                    | Strubowiska                                                            |                                                                        |                                                                        |
| placówki                                                                | kompania w odwodzie                                                    | Miklaszki                                                              |                                                                        |                                                                        |
| Ordre de Bataille 6 batalionu celnego w Sanoku na dzień 31 lipca 1922   |                                                                        |                                                                        |                                                                        |                                                                        |
| kompania                                                                | 1. Sanok                                                               | 2. Dukla                                                               | 3. Komańcza                                                            | 4. Tylicz                                                              |
| dowódcy                                                                 | por.Wacław Żukowski                                                    | kpt. Jakub Malcz                                                       | kpt. Józef Czyżewski                                                   | por. Marian Niedźwiecki                                                |
| placówki                                                                | kompania w odwodzie                                                    | Ciechanie                                                              | Wisłok                                                                 | Folwark                                                                |
| placówki                                                                | kompania w odwodzie                                                    | Huta Polańska                                                          | Czystochorb                                                            | Leluchów                                                               |
| placówki                                                                | kompania w odwodzie                                                    | Baranie                                                                | Dołżyca                                                                | Dubne                                                                  |
| placówki                                                                | kompania w odwodzie                                                    | Wilsznia                                                               | Radoszyce                                                              | Wojkowa                                                                |
| placówki                                                                | kompania w odwodzie                                                    | Barwinek                                                               | Osławica                                                               | Tylicz                                                                 |
| placówki                                                                | kompania w odwodzie                                                    | Zyndranowa                                                             | Łupków                                                                 | Muszynka                                                               |
| placówki                                                                | kompania w odwodzie                                                    | Trzciana                                                               | Miklaszki                                                              | Izby                                                                   |
| placówki                                                                | kompania w odwodzie                                                    | Czeremcha                                                              |                                                                        | Bieliczna                                                              |
| placówki                                                                | kompania w odwodzie                                                    | Jaśliska                                                               | Huta Wysowska                                                          |                                                                        |
| placówki                                                                | kompania w odwodzie                                                    | Wola Wyżna                                                             | Wysowa                                                                 |                                                                        |
| placówki                                                                | kompania w odwodzie                                                    | Jasiel                                                                 | Blechniarka                                                            |                                                                        |
| placówki                                                                | kompania w odwodzie                                                    | Regietów                                                               |                                                                        |                                                                        |
| placówki                                                                | kompania w odwodzie                                                    | Zdynia                                                                 |                                                                        |                                                                        |
| placówki                                                                | kompania w odwodzie                                                    | Konieczna                                                              |                                                                        |                                                                        |
| placówki                                                                | kompania w odwodzie                                                    | Radocyna                                                               |                                                                        |                                                                        |
| placówki                                                                | kompania w odwodzie                                                    | Grab                                                                   |                                                                        |                                                                        |
| placówki                                                                | kompania w odwodzie                                                    | Ożenna                                                                 |                                                                        |                                                                        |